# Costruire
Costruire è un singolo del cantautore italiano Niccolò Fabi, pubblicato il 6 gennaio 2006 come primo estratto dal sesto album in studio Novo Mesto.

## Tracce
1. Costruire – 5:17

## Formazione
Musicisti
- Niccolò Fabi – chitarra elettroacustica, voce
- Agostino Marangolo – batteria, percussioni
- Lorenzo Feliciati – basso
- Francesco Valente – chitarra acustica, chitarra elettrica
- Aidan Zammit – pianoforte, pianoforte elettrico, moog
- Claudia Della Gatta – violoncello
- Gennaro Desideri – violino
- Adriana Ester Gallo – violino
- Nicola Ciricugno – viola

Produzione
- Niccolò Fabi – produzione
- Adriano Pennino – produzione
- F. Ricky Palazzolo – produzione esecutiva
- Fabrizio Simoncioni – missaggio, registrazione
- Antonio Baglio – mastering
- Stefano Borsi – post-produzione

## Classifiche
| Classifica (2013) | Posizione massima |
| ----------------- | ----------------- |
| Italia            | 91                |

## Cover
Il 12 ottobre 2012 è uscita una reinterpretazione del brano eseguita dalla cantante Irene Grandi e dal pianista Stefano Bollani e presente nell'album Irene Grandi & Stefano Bollani.